# Diocesi di Vulturia
La diocesi di Vulturia (in latino: Dioecesis Vulturiensis) è una sede soppressa e sede titolare della Chiesa cattolica.

## Origine del titolo
Vulturia, nell'odierna Algeria, è un'antica sede episcopale della provincia romana della Mauritania Cesariense.
Unico vescovo conosciuto di questa diocesi africana è Reparato, il cui nome appare all'89º posto nella lista dei vescovi della Mauritania Cesariense convocati a Cartagine dal re vandalo Unerico nel 484; Reparato, come tutti gli altri vescovi cattolici africani, fu condannato all'esilio.
Dal 1933 Vulturia è annoverata tra le sedi vescovili titolari della Chiesa cattolica; dal 5 gennaio 2007 il vescovo titolare è Rodrigo Mejía Saldarriaga, S.I., già vicario apostolico di Soddo.

## Cronotassi

### Vescovi residenti
- Reparato † (menzionato nel 484)

### Vescovi titolari
- François-Xavier Lacoursière, M.Afr. † (28 maggio 1934 - 25 marzo 1953 nominato vescovo di Mbarara)
- Louis-Jean-Baptiste-Joseph Julliard, S.M. † (1º gennaio 1955 - 21 giugno 1966 nominato vescovo di Port-Vila)
- Francesco Imberti † (5 settembre 1966 - 27 gennaio 1967 deceduto)
- Luigi Bongianino † (2 febbraio 1968 - 15 gennaio 1970 nominato vescovo di Alba)
- Marco Cé † (22 aprile 1970 - 7 dicembre 1978 nominato patriarca di Venezia)
- Paolo Romeo (17 dicembre 1983 - 19 dicembre 2006 nominato arcivescovo di Palermo)
- Rodrigo Mejía Saldarriaga, S.I., dal 5 gennaio 2007